# 东普里格尼茨-鲁平县
东普里格尼茨-鲁平县（德語：Landkreis Ostprignitz-Ruppin）是德国勃兰登堡州西北部的一个县，得名于普里格尼茨地区和鲁平地区，首府新魯平。